# Albi fuori serie di Dampyr
Gli albi fuori serie di Dampyr sono pubblicazioni che esulano dalla serie regolare di Dampyr, che la Sergio Bonelli Editore ha deciso di affiancarle negli ultimi anni con pubblicazioni di storie inedite con cadenza annuale. L'elenco comprende i seguenti:
- Speciale Dampyr, albi annuali di formato consueto, ma con 176 pagine, contenenti un'unica storia;
- Maxi Dampyr, volumi a cadenza annuale di 292 pagine nei quali sono ricompresi più episodi.
- Dampyr Color, volumi a cadenza annuale di 128 pagine a colori nei quali sono compresi più episodi.

Esistono inoltre alcuni albetti Extra Collana contenenti una breve storia inedita oltre ad alcuni articoli; il formato e la grafica di copertina sono identici a quelli della serie mensile, ma hanno un numero ridotto di pagine (tra 20 e 30, spillate). Sono stati realizzati esclusivamente in occasione di alcune comic convention in collaborazione con la Bonelli. Nel 2020 queste storie sono state tutte ripubblicate in unico volume nel Maxi n. 10, "Le storie speciali". Nel 2016 è stato pubblicato l'unico Magazine dedicato a Dampyr.

## Speciale Dampyr
| Nr. | Anno | Titolo                         | Soggetto e sceneggiatura      | Disegni                              | Copertina        |
| --- | ---- | ------------------------------ | ----------------------------- | ------------------------------------ | ---------------- |
| 1   | 2005 | Dracula Park                   | Mauro Boselli                 | Stefano Andreucci                    | Enea Riboldi     |
| 2   | 2006 | Gli orrori di Londra           | Mauro Boselli                 | Giovanni Freghieri                   | Enea Riboldi     |
| 3   | 2007 | Soldati di ventura             | Diego Cajelli                 | Fabrizio Russo                       | Enea Riboldi     |
| 4   | 2008 | Il viaggio dei folli           | Mauro Boselli                 | Maurizio Dotti                       | Enea Riboldi     |
| 5   | 2009 | La leggenda del vecchio ponte  | Mauro Boselli                 | Fabio Bartolini                      | Enea Riboldi     |
| 6   | 2010 | Il segreto di Lady Lamb        | Mauro Boselli                 | Giovanni Freghieri                   | Enea Riboldi     |
| 7   | 2011 | Shadowman                      | Luigi Mignacco                | Alessandro Baggi                     | Enea Riboldi     |
| 8   | 2012 | Orrore tra gli Amish           | Diego Cajelli                 | Luca Raimondo                        | Enea Riboldi     |
| 9   | 2013 | Gli studenti della scuola nera | Mauro Boselli                 | Paolo Bacilieri                      | Enea Riboldi     |
| 10  | 2014 | El Lobo                        | Antonio Zamberletti           | Marco Santucci e Patrick Piazzalunga | Enea Riboldi     |
| 11  | 2015 | Il libro del tempo perduto     | Claudio Falco                 | Fabio Bartolini                      | Enea Riboldi     |
| 12  | 2016 | La porta dell'inferno          | Moreno Burattini              | Fabrizio Longo                       | Enea Riboldi     |
| 13  | 2017 | La terra delle aquile          | Claudio Falco                 | Fabrizio Russo                       | Enea Riboldi     |
| 14  | 2018 | Le bestie del mondo di sotto   | Giovanni Di Gregorio          | Andrea Del Campo                     | Enea Riboldi     |
| 15  | 2019 | Doppelgänger hotel             | Luigi Mignacco                | Gino Vercelli                        | Enea Riboldi     |
| 16  | 2020 | I vampiri di Mompracem         | Mauro Boselli                 | Marco Villa                          | Enea Riboldi     |
| 17  | 2021 | Il codice Ferrucci             | Moreno Burattini              | Fabrizio Russo                       | Enea Riboldi     |
| 18  | 2022 | Il giovane Dampyr              | Mauro Boselli                 | Dario Viotti                         | Alberto Dal Lago |
| 19  | 2023 | Ghost Watch                    | Mauro Boselli                 | Fabrizio Longo                       | Alberto Dal Lago |
| 20  | 2024 | La creatura del labirinto      | Mauro Boselli, Alberto Ostini | Andrea Dal Campo                     | Alberto Dal Lago |

## Maxi Dampyr
Tutte le copertine sono state realizzate da Enea Riboldi tranne la decima ad opera di Alessandro Baggi.
| Nr. | Anno | Titolo                      | Soggetto e sceneggiatura                                                       | Disegni              |
| --- | ---- | --------------------------- | ------------------------------------------------------------------------------ | -------------------- |
| 1   | 2009 | Il Signore delle Vespe      | Diego Cajelli                                                                  | Maurizio Dotti       |
| 1   | 2009 | Il segreto del bosco        | Diego Cajelli                                                                  | Giuliano Piccininno  |
| 1   | 2009 | Ombre nella giungla         | Michele Masiero                                                                | Oliviero Gramaccioni |
| 2   | 2010 | Spectriana                  | Alessandro Baggi, Mauro Boselli, Diego Cajelli e Maurizio Colombo              | Alessandro Baggi     |
| 2   | 2010 | Gargoyle                    | Diego Cajelli                                                                  | Alessandro Baggi     |
| 3   | 2011 | Magia africana              | Diego Cajelli                                                                  | Fabrizio Russo       |
| 3   | 2011 | La notte della taranta      | Alessandro Crippa                                                              | Arturo Lozzi         |
| 3   | 2011 | Marea rossa                 | Andrea Artusi e Ivo Lombardo                                                   | Luca Raimondo        |
| 4   | 2012 | Operazione Viper            | Diego Cajelli                                                                  | Marco Santucci       |
| 4   | 2012 | Urla dal profondo           | Diego Cajelli                                                                  | Giuliano Piccininno  |
| 4   | 2012 | L'essenza della follia      | Diego Cajelli                                                                  | Alessandro Baggi     |
| 5   | 2013 | Il collezionista            | Giovanni Di Gregorio                                                           | Corrado Roi          |
| 6   | 2014 | Gli orrori di Khara Khoto   | Samuel Marolla                                                                 | Fabiano Ambu         |
| 6   | 2014 | La palude                   | Luigi Mignacco                                                                 | Francesco Gallo      |
| 6   | 2014 | Il labirinto del negromante | Claudio Falco                                                                  | Alessandro Baggi     |
| 7   | 2015 | La fiamma di Ghiaccio       | Diego Cajelli                                                                  | Fabrizio Russo       |
| 7   | 2015 | La nebbia                   | Luigi Mignacco                                                                 | Marcello Mangiantini |
| 7   | 2015 | Mogadiscio                  | Antonio Zamberletti                                                            | Luca Raimondo        |
| 8   | 2016 | Caccia alla volpe           | Claudio Falco                                                                  | Arturo Lozzi         |
| 8   | 2016 | Valle di tenebra            | Luigi Mignacco                                                                 | Andrea Del Campo     |
| 8   | 2016 | Il klan dei dannati         | Nicola Venanzetti                                                              | Daniele Statella     |
| 9   | 2017 | Il testamento               | Diego Cajelli                                                                  | Marco Santucci       |
| 9   | 2017 | Il mostro nel Billabong     | Francesco Matteuzzi                                                            | Andrea Del Campo     |
| 9   | 2017 | Nel paese degli uomini blu  | Giulio Gualtieri e Stefano Marsiglia                                           | Fabrizio Russo       |
| 10  | 2020 | Le storie speciali          | Vari autori (ripubblicazione in unico volume di tutte le storie Extra Collana) | Vari disegnatori     |

## Dampyr Color
| Nr. | Anno | Titolo                    | Soggetto e sceneggiatura                            | Disegni | Colori                                                                                      | Copertina      |
| --- | ---- | ------------------------- | --------------------------------------------------- | --- | ------------------------------------------------------------------------------------------- | -------------- |
| 1   | 2021 | La biblioteca dell’orrore | Mauro Boselli, Maurizio Colombo e Giorgio Giusfredi | Luca Rossi, Helena Masellis, Francesco De Stena, Alessandro Scibilia, Michele Cropera, Alessandro Baggi e Nicola Genzianella | Alessia Pastorello, Helena Masellis, Matteo Vattani, Alessandro Scibilia e Alessandro Baggi | Matteo Vattani |
| 2   | 2022 | La cineteca del mistero   | Mauro Boselli e Giorgio Giusfredi                   | Luca Rossi, Paolo Barbieri, Fabrizio Longo, Alberto Dal Lago, Simone Delladio, Michele Cropera e Alessio Fortunato           | Alessia Pastorello, Paolo Barbieri, Alberto Dal Lago e Alessio Fortunato                    | Matteo Vattani |

## Dampyr Magazine
Volume di 176 pagine contenente diverse storie e articoli di approfondimento.
| Nr. | Anno | Titolo               | Soggetto e sceneggiatura | Disegni            | Copertina  |
| --- | ---- | -------------------- | ------------------------ | ------------------ | ---------- |
| 1   | 2016 | Il Re della montagna | Mauro Boselli            | Paolo Bacilieri    | Luca Rossi |
| 1   | 2016 | Rave Party           | Maurizio Colombo         | Nicola Genzianella | Luca Rossi |
| 1   | 2016 | La lente di diamante | Mauro Boselli            | Corrado Roi        | Luca Rossi |

## Extra Collana
| Anno | Titolo                    | Soggetto e sceneggiatura          | Disegni                                                                | Copertina                         |
| ---- | ------------------------- | --------------------------------- | ---------------------------------------------------------------------- | --------------------------------- |
| 1999 | Dampyr                    | Mauro Boselli e Maurizio Colombo  | Majo, Maurizio Dotti, Nicola Genzianella, Luca Rossi, Alessandro Baggi | Alessandro Baggi                  |
| 2004 | Vampiri di sabbia         | Mauro Boselli                     | Maurizio Dotti                                                         | Maurizio Dotti                    |
| 2007 | Notte a Narni             | Mauro Boselli e Stefano Andreucci | Stefano Andreucci                                                      | Stefano Andreucci                 |
| 2010 | Lucrezia                  | Andrea Scibilia                   | Michele Cropera                                                        | Alessandro Scibilia               |
| 2011 | Il cimitero delle giostre | Diego Cajelli                     | Antonio Fuso                                                           | Antonio Fuso                      |
| 2013 | Ballo di fine estate      | Claudio Falco                     | Daniele Statella e Marco Fara                                          | Daniele Statella e Daniele Rudoni |
| 2015 | In riva all'ignoto        | Giorgio Giusfredi                 | Maurizio Rosenzweig                                                    | Maurizio Rosenzweig               |
| 2016 | L'emblema del Drago       | Giorgio Giusfredi                 | Marco Villa                                                            | Marco Villa                       |